# 鈴木麻世
鈴木 麻世（すずき まよ、1989年〈昭和64年〉1月6日 - ）は日本の女優、元子役。虹色定期便にレギュラー出演したことで知られる。巣山プロダクション → NEWSエンターテイメント所属。

## 趣味
読書、カラオケ、琴、三弦など。

## TV番組
- 石光真清の生涯（1998年、NHK）
- 虹色定期便（2000年4月 - 2001年3月、NHK教育） - 菊島圭子 役
- いつみても波乱万丈 中島唱子編（日本テレビ） - 再現VTR本人（中〜高校時代）役